# Лорети, Робертино

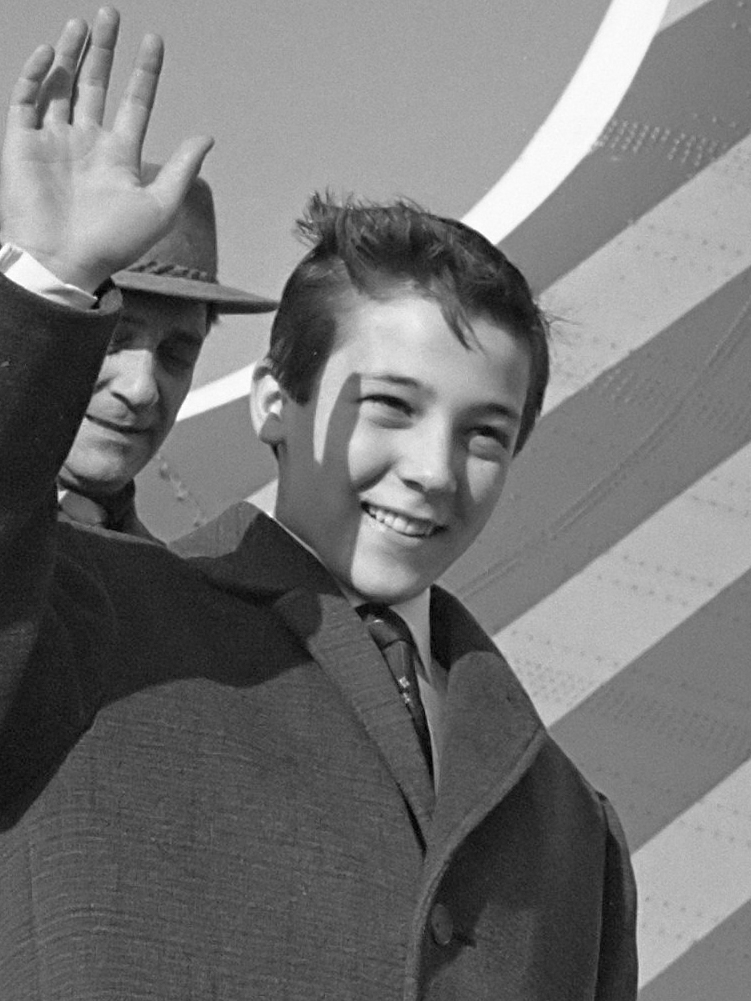
фото 5.12.1961

Ро́берто Лоре́ти (итал. Roberto Loreti), по-русски часто Лоре́тти, более известный под уменьшительным именем Роберти́но (род. 22 октября 1947, Рим) — итальянский певец, в подростковом возрасте (в первой половине 1960-х годов) завоевавший мировую известность. В детстве пел дискантом, во взрослом возрасте стал баритональным тенором.

## Биография и карьера
Роберто Лорети родился 22 октября 1947 года в Риме в семье штукатура Орландо Лорети, у которого уже было четверо детей (а после Робертино родились ещё три). Музыкальная одарённость мальчика проявилась чрезвычайно рано, но поскольку семья была небогатой, Робертино, вместо того чтобы заниматься музыкой, старался зарабатывать деньги — пел на улицах и в кафе.
В раннем детстве снялся в эпизодических ролях в фильмах «Анна» (1951) и «Возвращение дона Камилло» (1953). В шесть лет он стал солистом церковного хора, где получил азы музыкальной грамоты, а с восьми лет пел в хоре Римского оперного театра. Однажды на представлении оперного спектакля «Убийство в кафедральном соборе» композитора Ильдебрандо Пиццетти в Ватикане Папа Римский Иоанн XXIII был так растроган исполнением Робертино сольной партии, что пожелал лично с ним встретиться.
Когда Роберто было десять лет, его отец заболел, и мальчик стал работать помощником у булочника. Он разносил готовую выпечку и пел, и вскоре владельцы местных кафе начали соперничать за право, чтобы он выступал именно у них. Однажды Робертино пел на празднике печати и получил первый в своей жизни приз — «Серебряный знак». Потом он участвовал в радиоконкурсе непрофессиональных певцов, где завоевал первое место и золотую медаль.
Летом 1960 года во время проведения летних Олимпийских игр в Риме его исполнение песни ’O sole mio в кафе «Гранд-Италия» на площади Эседра услышал датский телепродюсер Сайр Вольмер-Сёренсен (1914—1982), который и дал толчок его профессиональной певческой карьере (под именем Robertino). Он пригласил будущую мировую «звезду» к себе в Копенгаген, где буквально через неделю состоялось выступление в телешоу и подписан контракт на запись и выпуск пластинок с датским лейблом Triola Records. Вскоре вышел сингл с песней «’O sole mio», который стал золотым. Гастроли по Европе и США прошли с огромным успехом. В Италии его сравнивали с Беньямино Джильи, а французская пресса величала его не иначе, как «новый Карузо». Во время первого визита во Францию президент Шарль де Голль пригласил его выступить на специальном гала-концерте мировых звёзд во дворце Шансельри. Вскоре популярность Робертино достигла и стран Восточной Европы, включая СССР, где также были выпущены его пластинки, несмотря на то, что первая его поездка туда состоялась лишь в 1989 году.
По мере взросления голос Робертино изменился, утратив детский тембр (дискант), но певец продолжил эстрадную карьеру уже с низким теноровым (баритональным) тембром. В 1964 году семнадцатилетним юношей он вышел в финал 14-го фестиваля в Сан-Ремо с песней «Маленький поцелуй». В 1973 году Лорети решил сменить род занятий. На протяжении десяти лет он занимался кинопродюсированием и коммерцией, неподалёку от своего дома открыл магазин продовольственных товаров. Однако в 1982 году Роберто Лорети вернулся к гастрольной деятельности.
Робертино Лорети продолжает петь, ездит с концертами в Россию, Норвегию, Китай, Финляндию.

## Песни
- Giamaica
- O sole mio
- Santa Lucia
- Un bacio piccolissimo
- Mamma
- Torna a Surriento
- Era la donna mia

и многие другие.

## Дискография

### Пластинки, выпущенные в СССР

#### Граммофонные пластинки (78 об./мин)
| Год изготовления матриц | № матриц | Песни                                                           | Диаметр  |
| ----------------------- | -------- | --------------------------------------------------------------- | -------- |
| 1962                    | 39487    | Солнце моё (Э. Куртис)                                          | 25 см    |
| 1962                    | 39488    | Вернись в Сорренто (неаполитанск. Torna a Surriento, Э. Куртис) | 25 см    |
| 1962                    | 0039489  | Попугай                                                         | 20 см    |
| 1962                    | 0039490  | Ямайка                                                          | 20 см    |
| 1962                    | 39701    | Трубочист (итал. Spazzacamino, итальянская народная песня)      | 25,09 см |
| 1962                    | 39702    | Колыбельная (итал. La ninna nanna, итальянская народная песня)  | 25,09 см |
| 1962                    | 0039747  | Уточка и мак (А. Маскерони)                                     | 20 см    |
| 1962                    | 0039748  | Мама (неаполитанская песня)                                     | 20 см    |
| 1962                    | 39749    | Санта Лючия                                                     | 25 см    |
| 1962                    | 39750    | Душа и сердце (неаполитанск. Anima e cuore, С. Д’Эспозито)      | 25 см    |
| 1962                    | 39751    | Ласточка                                                        | 25 см    |
| 1962                    | 39752    | Подарок                                                         | 25 см    |
| 1963                    | 0040153  | Девочка из Рима                                                 | 20 см    |
| 1963                    | 0040154  | Черазелла                                                       | 20 см    |

#### Виниловые пластинки (33 об./мин)
| Год изготовления матриц | № каталога   | Песни | Диаметр Формат |
| ----------------------- | ------------ | --- | -------------- |

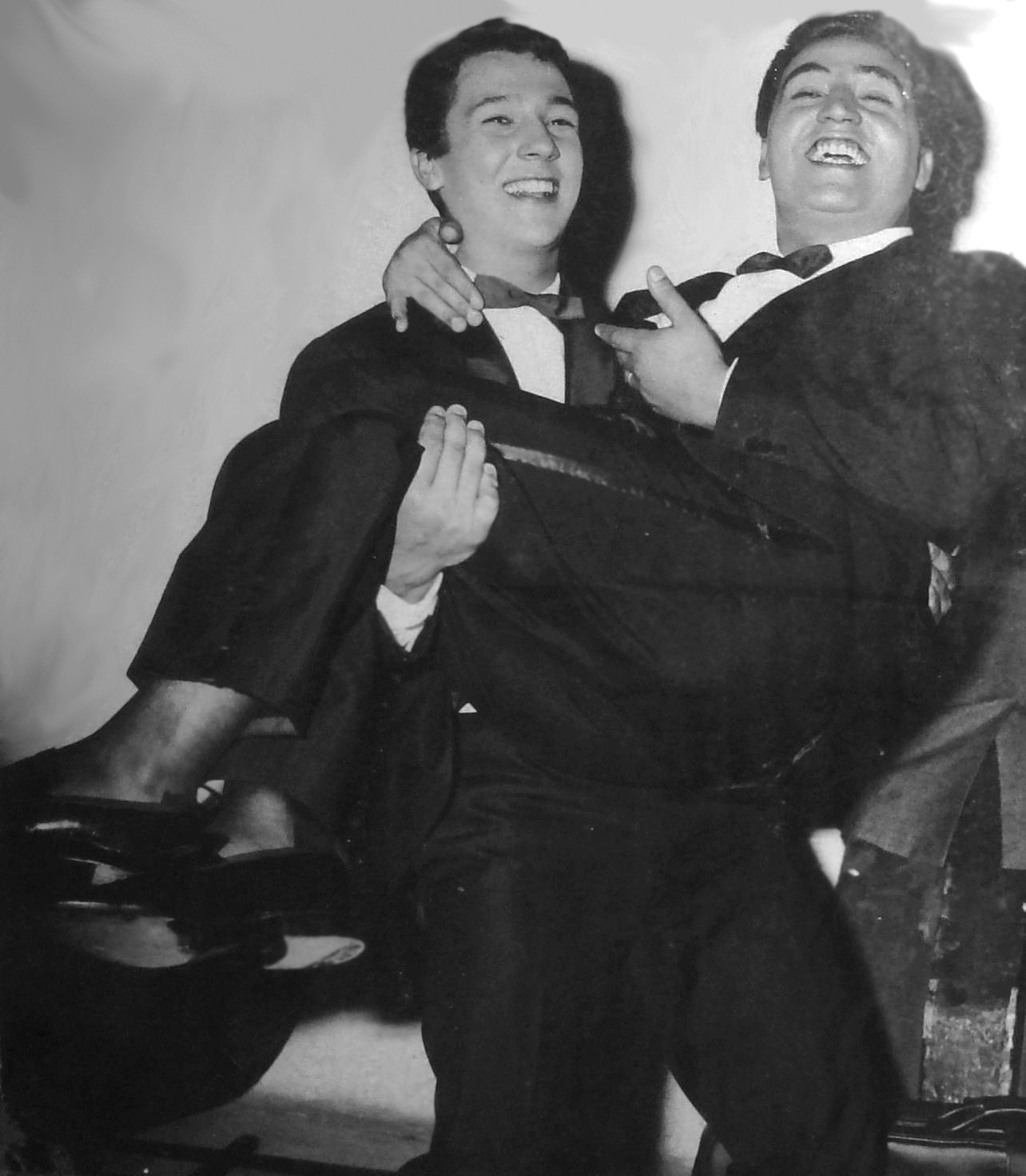
Робертино Лорети и Марио Треви в 1964 году

| 1962                    | Д 10835-6    | Поёт Робертино Лорети 1. Солнце моё (Э. Капуа) 2. Аве Мария (Ф. Шуберт) 3. Мама (итал. Mamma), неаполитанская песня 4. Душа и сердце (неаполитанск. Anema e core, Д. Эспозито) 5. Попугай (итал. Papagallo), итальянская песня 6. Санта Лючия, итальянская песня 7. Ямайка (итал. Giamaica), итальянская песня 8. Маки и гусыни (итал. Papaveri e papere, А. Маскерони) 9. Вернись в Сорренто (неаполитанск. Torna a Surriento, Э. Куртис) | 10" гранд      |
| 1962                    | Д 00011265-6 | 1. Подарок (итал. Per un bacio piccino) 2. Трубочист (итал. Spazzacamino) 3. Ласточка (итал. Rondine al nido) 4. Колыбельная (итал. Ninna nanna) | 7" миньон      |
| 1962                    | Д 00011623-4 | 1. Письмо (итал. Lettera a Pinocchio) 2. Девочка из Рима (итал. Romanina del Bajon) 3. О моё солнце 4. Черазелла (итал. Cerasella) | 7" миньон      |
| 1963                    | Д 00012815-6 | 1. Серенада (итал. Serenada, Ф.Шуберт) 2. Счастье (Л.Керубини) 3. Голубка (итал. La paloma, Ардо) 4. Огненная луна (итал. Luna rossa, А.Крещенцо) | 7" миньон      |
| 1986                    | М60 47155-6  | Робертино Лорети «Душа и сердце» 1. Солнце моё (Э. ди Капуа — Дж. Капурро) 2. Аве Мария (Ф. Шуберт) 3. Мама (итал. Mamma, Ч. Биксио — Б Керубини) 4. Душа и сердце (итал. Anema e core, С. д’Эспозито) 5. Трубочист (итал. Spazzacamino, Э. Рускони — Б. Керубини) 6. Голубка (итал. La paloma, С. Ирадьер, обработка Ардо) 7. Попугай (итал. Papagallo, Б. Хойер — Г. Рокко) 8. Санта Лючия (Т. Котро — Э. Коссович) 9. Ямайка (итал. Giamaica, Т. Вилли) 10. Уточка и мак (итал. Papaveri e papere, А. Маскерони) 11. Вернись в Сорренто (Э. де Куртис — Дж Б. де Куртис) 12. Госпожа Удача (итал. Signora Fortuna, Франья — Б. Керубини) 13. Колыбельная (итал. La ninna nanna, И. Брамс) | 12" гигант     |